# Petr Ivanovič Skipetrov
Svatý Petr Ivanovič Skipetrov (4. června 1863, Vjazniki – 19. lednajul./ 1. února 1918greg., Petrohrad) byl ruský protojerej ruské pravoslavné církve a mučedník.

## Život
Narodil se 4. června 1863 ve městě Vjazniki. Jeho otec Ioann Jefimovič (1830-1870?) a dědeček Jevfimij Skipetrov (1805-1865) sloužily celý život jako kněží v chrámu ve vesnici Stanki ve Vladimírské oblasti, 10 verst od Vjazniků. Petr měl tři bratry a jednu sestru; Maria Šustovskaja (1855-1920), Pavel (1857-1909), kněz vesnice Malyje Lipki Michail (1858-1924) a náčelník Oddělení vojenského a námořnického zpravodajství v Petrohradu Vasilij (1860-po roce 1920).
Studoval na Šujském duchovním učilišti.
Roku 1884 dokončil studium ve Vladimirském duchovním semináři a stal se psalomščikem (žalmista).
Dne 18. února 1884 byl rukopoložen na diakona a začal sloužit v soboru svatého Izáka v Petrohradu.
Roku 1890 dokončil studium na Petrohradské duchovní akademii s titulem kandidáta bohosloví, téma kandidátské práce: Mravní světonázor Innokentija, arcibiskupa chersonského a tavričeského.
Dne 14. září 1892 byl metropolitou petrohradským a ladožským Isidorem (Nikolským) rukopoložen na jereje. Stal se knězem chrámu sirotčince knížete Oldenburského.
Dne 30. června 1898 se stal knězem chrámu ikony Bohorodice - zármutek náš v radost proměňující. Od 1. února 1912 až do roku 1918 byl představeným tohoto chrámu.
V letech 1894-1900 byl učitelem v sirotčinci velkokněžny Alexandry Nikolajevny a v letech 1900-1917 v Gromovském sirotčinci.
Oženil se s Antonií Nikolajevnou Zaozjorskou, dcerou hypodiakona soboru svatého Izáka. Spolu měli 13 dětí.
Dne 18. ledna 1918 dostal chrám Ikony Bohorodice telefonát aby se další den ve 3 hodiny dostavili k metropolitovi představený chrámu otec Petr a protojerej V. Pokrovskij. Druhý den se v půl třetí vypravili do Alexandro-Něvské lávry. Před příchodem do lávry byli upozorněni na neklid v lávře, jelikož byly slyšet výstřely. Poblíž lávry je potkal syn otce Petra – Nikolaj, absolvent duchovního semináře, který je žádal aby nevstupovali do lávry. Oba protojerejové i přes varování vstoupili do lávry.
Toho dne vstoupili do lávry příslušníci Rudé armády s příkazem konfiskace majetku podepsaného komisařkou Alexandrou Kollontajovou. Metropolita Veniamin (Kazanskij) a představený lávry biskup Prokopij (Titov) odmítajíc vzdát se majetku byli se všemi duchovními lávry zatčeni. Poplach a výzvy k záchraně lávry přilákalo mnoho lidí a Rudá armáda byla nucena uprchnout. Brzy se však vrátili, monachy se se snažili z monastýru vyhnat a hrozili střelbou. Všichni lidé zde zůstali otec Petr se obrátil s pastorační prosbou na příslušníky Rudé armády aby přestali s vyhrožováním, neznesvětili chrám a celou lávru a neubližovali neozbrojeným lidem. V reakci na to zazněly vystřely a otec Petr byl smrtelné zraněn. Podle svědectví měla jeho tvář klidný výraz. Potom mu rozbili hlavu pažbou pušky. Ozbrojení uprchli a schovali se před rozrušený davem. Střelba prošla spodní čelisti a uvízla v šíji. Poté byl povolán jeho syn lékař Petr Petrovič. Ten jej nechal převézt do lazaretu města č. 246, lékařům se jej nepodařilo zachránit. Zemřel večer ve 22:45.
Dne 21. ledna proběhl celonárodní církevní průvod ze všech petrohradských chrámů směrem do Soboru Kazaňské ikony Matky Boží, kde metropolita Veniamin promluvil k lidu a vedl vzpomínkový obřad za otce Petra.
Následujícího dne byl pohřben v chrámu ve kterém sloužil. Úřady následně rozhodly o přenesení těla na Tichvinský hřbitov.
Dne 31. března 1918 patriarcha Tichoň vedl bohoslužbu v chrámu Moskevského duchovního semináře za odpočinek za odpočinek Božích služebníků, kteří byli za pravoslavnou víru zabití. Patriarcha připomněl také otce Petra.
Roku 1935 byl z důvodu stavby nekropole veřejných osobností na Tichvinském hřbitově zničen hrob otce Petra.
Roku 1994 bylo s pomocí jeho vnučky Galiny Michajlovny Skipetrové identifikován hrob jejího dědečka a hrob byl restaurován. Dne 27. září 1994 byl na něm vztyčen pamětní kříž.
Roku 1994 byla po něm pojmenována farní škola chrámu Vzkříšení.

## Kanonizace
Dne 26. prosince 2001 jej Ruská pravoslavná církev svatořečila jako mučedníka a byl zařazen mezi Sbor všech novomučedníků a vyznavačů ruských.
Jeho svátek je připomínán 1. února (19. ledna – juliánský kalendář).